# Der Spiegel, dessen Weg durch stumme Zeugen zum Ende führt
Der Spiegel, dessen Weg durch stumme Zeugen zum Ende führt ist das einzige Demo der Dark-Wave-Band Goethes Erben.

## Geschichte
Oswald Henke und Peter Seipt lernten einander im Jahre 1988 in ihrer Ausbildung der Krankenpflege kennen und gründeten gemeinsam das Projekt Goethes Erben. Unter der Hilfe von Bruno Kramm, dem Inhaber des damals jungen Kassettenlabels Danse Macabre, nahm das Duo das erste Demo Der Spiegel, dessen Weg durch stumme Zeugen zum Ende führt auf. Die Grundidee war eine Form des Musiktheaters. Basis des Demos waren Gedichte Henkes die das Duo vertonte. Henke erläuterte, dass es sein Ziel gewesen sei, besonders ausdrucksstarke und düstere Musik zu schaffen. Als erste Stücke entstanden so Der Spiegel und Das Ende.
In der Kombination mit den ersten Veröffentlichungen von Das Ich, der Hauptband von Bruno Kramm, und Relatives Menschsein, einem weiteren Interpreten des Labels Danse Macabre, sowie Lacrimosa nahm Goethes Erben mit Der Spiegel, dessen Weg durch stumme Zeugen zum Ende führt und der darauf folgenden Alben-Trilogie Einfluss auf die Genese des Genres Neue Deutsche Todeskunst. Dabei lehnte Goethes Erben die Zuschreibung sowie die Assoziation mit einer entsprechenden Szene fortwährend ab. Der Spiegel und Das Ende wurden zu ersten Clubhits der Band und des Genres. Im Jahr 1994 fasste Goethes Erben das Demo mit der ebenfalls als Kassette veröffentlichten Liveaufnahme des ersten Auftritts vom 25. Mai 1990 als 1. Kapitel zusammen. Die Kompilation erschien über Dark Star Records.

## Albuminformationen
Das Demo Der Spiegel, dessen Weg durch stumme Zeugen zum Ende führt wurde als einziges Demo der Band 1990 mit vier separaten Stücken und einer Spielzeit von 19:09 Minuten veröffentlicht. 

### Stil
Das Demo gilt als eine der Urveröffentlichungen des Genres Neue Deutsche Todeskunst. Das Genre ging insbesondere von dem Label Danse Macabre aus und verkörperte eine neue Stilmischung im Dark Wave. Die Neue Deutsche Todeskunst steht dem Musiktheater nah. Der regulär gesprochene Textvortrags mit literarischen Anlehnungen an Romantik, Symbolismus und Expressionismus, wird mit sinfonischer und orchestraler Musik kombiniert. Das Demo  Der Spiegel, dessen Weg durch stumme Zeugen zum Ende führt zeigte in der Ausgestaltung des Genres mit „sprachliche[r] Kraft zwischen Endzeitromantik und bösen Erzählungen“ die Sonderstellung von Goethes Erben.

### Titelliste
1. Der Spiegel: 3:22 (Musik: Seipt, Text: Henke)
2. Der Weg: 5:59 (Musik: Kramm, Text: Henke)
3. Stumme Zeugen: 4:51 (Musik: Kramm, Text: Henke)
4. Das Ende: 4:47 (Musik: Seipt, Text: Henke)